# Paternoster Row

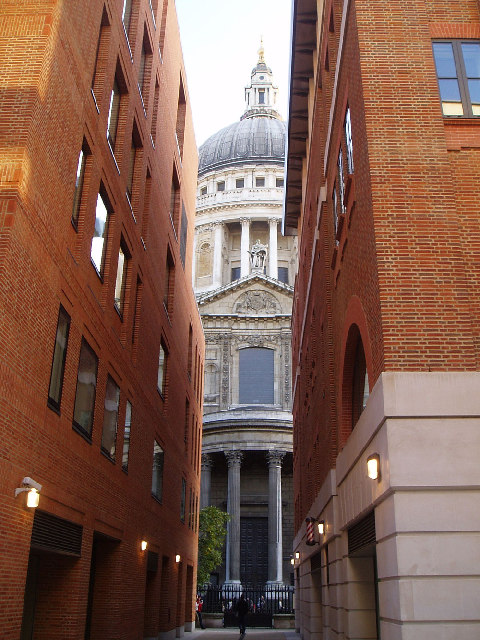
La catedral de San Pablo vista desde Paternoster Row.

Paternoster Row fue una calle de la ciudad de Londres medieval en la que el clero de la Catedral de San Pablo de Londres rezaba el Padre nuestro (Pater Noster en latín).
Fue devastada en los bombardeos aéreos en el Blitz durante la Segunda Guerra Mundial. Antes de su destrucción era el centro del comercio editorial de Londres, con abundantes vendedores de libros trabajando desde la calle.  Fue reemplazada con la Paternoster Square.